# Lachnomyrmex mackayi
Lachnomyrmex mackayi  (лат.) — вид муравьёв рода Lachnomyrmex из подсемейства Myrmicinae (Formicidae). Неотропика.

## Распространение
Центральная Америка (Панама).

## Описание
Мелкого размера муравьи красновато-коричневого цвета (длина тела около 3 мм). Длина головы рабочих (HL) 0,61-0,68 мм, ширина головы (HW) 0,60-0,65 мм. Тело покрыто многочисленными длинными волосками, в том числе на первом тергите брюшка. Отличаются наличием более чем 10 длинными волосками, расположенными на брюшке и субтреугольным узелком петиоля. Стебелёк между грудкой и брюшком состоит из двух узловидных члеников (петиоль и постпетиоль).
Вид был впервые описан в 2008 году американскими мирмекологами Карлосом Роберто Ф. Брандао (Brandao, Carlos R. F.) и Родриго М. Фейтоза (Feitosa, Rodrigo M.). Сходен с видами Lachnomyrmex haskinsi, Lachnomyrmex fernandezi и Lachnomyrmex regularis. Видовое название дано в честь американского энтомолога Уильяма МакКея (Dr. William “Bill” Mackay, University of Texas, El Paso, США), собравшего типовую серию.

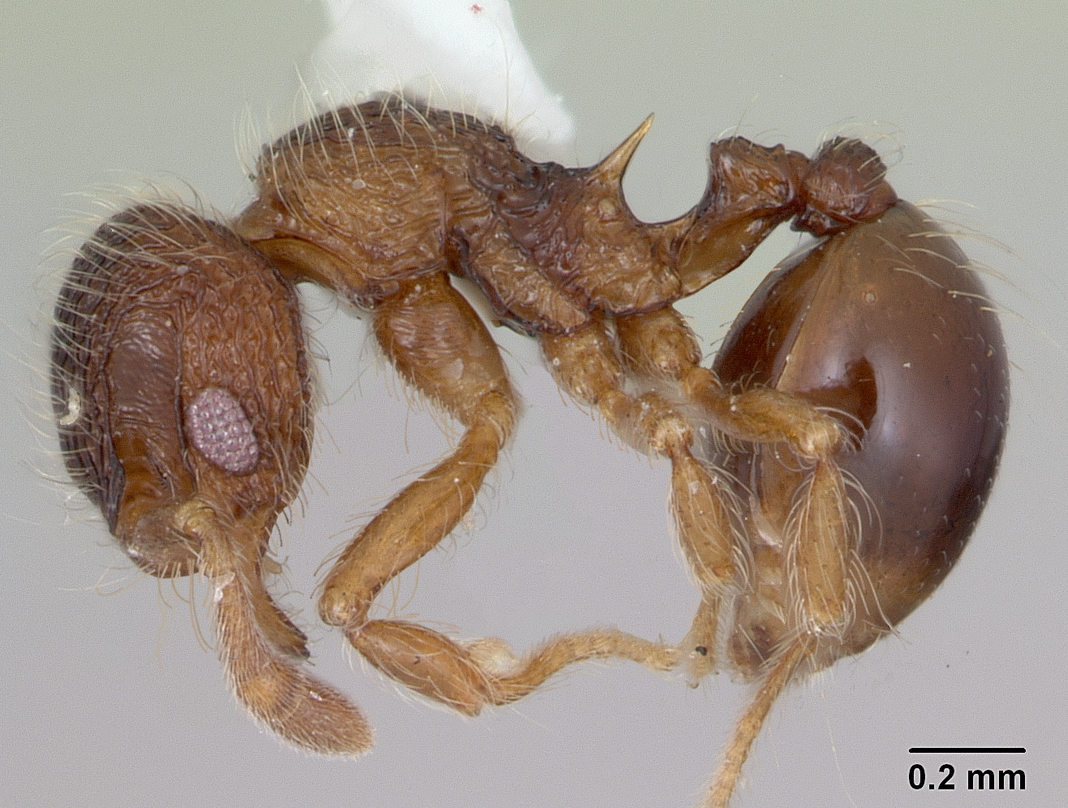
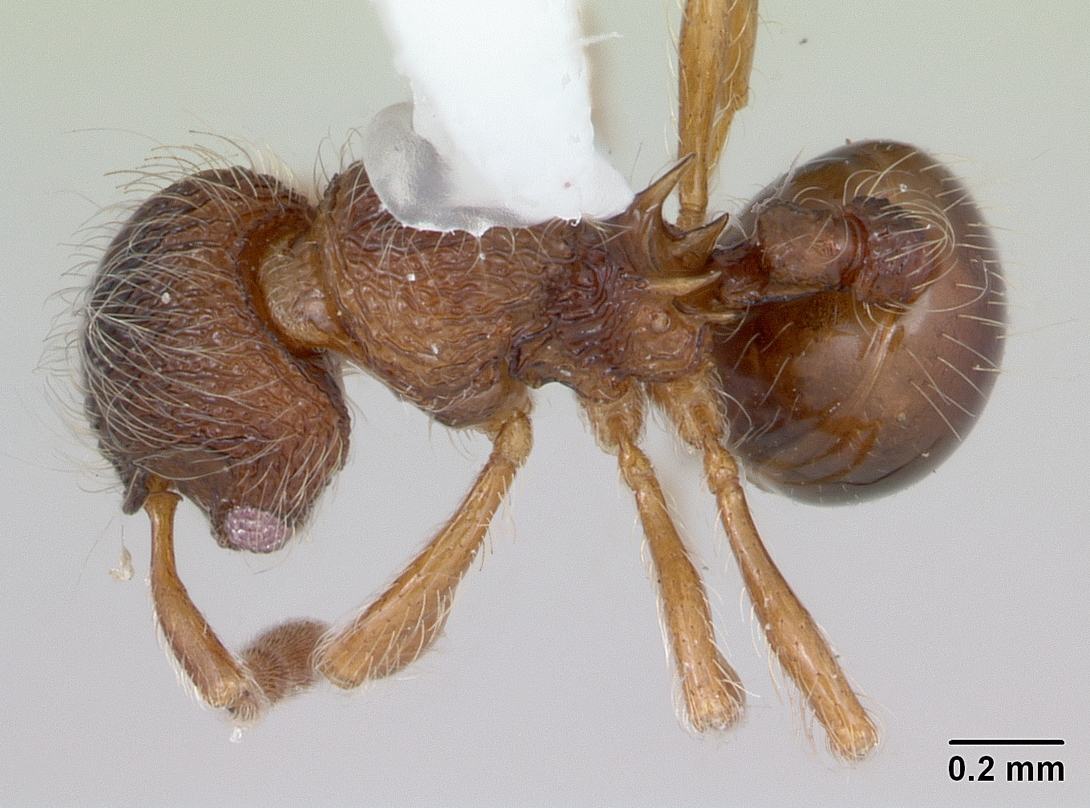